# Saken är Oscar
Saken är Oscar (franska: Oscar) är en fransk komedifilm från 1967 i regi av Édouard Molinaro.

## Rollista i urval
- Louis de Funès - Bertrand Barnier
- Claude Gensac - Germaine Barnier
- Claude Rich - Christian Martin
- Mario David - Philippe Dubois
- Agathe Natanson - Colette Barnier
- Germaine Delbat - Charlotte Bouillotte
- Dominique Page - Bernadette
- Roger Van Hool - Oscar
- Paul Préboist - betjänten